# Trichocerca weberi
Trichocerca weberi is een raderdiertjessoort uit de familie Trichocercidae. De wetenschappelijke naam van deze soort is voor het eerst geldig gepubliceerd in 1903 door Jennings.